# Tennis ai XIV Giochi dei piccoli stati d'Europa - Doppio maschile
Guillaume Couillard e Jean-René Lisnard erano i detentori del titolo, ma Lisnard quest'anno non ha partecipato.
Couillard ha fatto coppia con Thomas Oger e ha battuto in finale Stefano Galvani e Domenico Vicini con il punteggio di 6–3, 6–3.

## Teste di serie
1. Guillaume Couillard / Thomas Oger (campioni)
2. Stefano Galvani / Domenico Vicini (finale)

## Tabellone

### Legenda
| - Q = Qualificato - WC = Wild card - LL = Lucky loser | - ALT = Alternate - SE = Special Exempt - PR = Protected Ranking | - w/o = Walkover - r = Ritirato - d = Squalificato |

|  | Quarti di finale           | Quarti di finale           | Quarti di finale           | Quarti di finale           | Quarti di finale |  |  | Semifinali           | Semifinali           | Semifinali           | Semifinali         | Semifinali         |   |   | Finale             | Finale             | Finale             | Finale | Finale |  |
|  |                            |                            |                            |                            |                  |  |  |                      |                      |                      |                    |                    |   |   |                    |                    |                    |        |        |  |
|  |                            |                            |                            |                            |                  |  |  | G Couillard T Oger   | G Couillard T Oger   | G Couillard T Oger   | 6                  | 6                  |   |   |                    |                    |                    |        |        |  |
|  | M Asciak N Camilleri       | M Asciak N Camilleri       | M Asciak N Camilleri       | M Asciak N Camilleri       | 3                |  |  | M Asciak N Camilleri | M Asciak N Camilleri | M Asciak N Camilleri | 1                  | 3                  |   |   |                    |                    |                    |        |        |  |
|  | D Gelabert JP Pous Gautier | D Gelabert JP Pous Gautier | D Gelabert JP Pous Gautier | D Gelabert JP Pous Gautier | 0r               |  |  |                      |                      |                      |                    |                    |   |   | G Couillard T Oger | G Couillard T Oger | G Couillard T Oger | 6      | 6      |  |
|  | A Sigurdsson B Gunnarsson  | A Sigurdsson B Gunnarsson  | A Sigurdsson B Gunnarsson  | 2                          | 4                |  |  |                      |                      | S Galvani D Vicini   | S Galvani D Vicini | S Galvani D Vicini | 3 | 3 |                    |                    |                    |        |        |  |
|  | T Kranz J Lokaj            | T Kranz J Lokaj            | T Kranz J Lokaj            | 6                          | 6                |  |  | T Kranz J Lokaj      | T Kranz J Lokaj      | 6                    | 1                  | [6]                |   |   |                    |                    |                    |        |        |  |
|  |                            |                            |                            |                            |                  |  |  | S Galvani D Vicini   | S Galvani D Vicini   | 3                    | 6                  | [10]               |   |   |                    |                    |                    |        |        |  |